# جزم جميل
جزم جميل (الاسم العلمي: Carpodacus pulcherrimus) (بالإنجليزية: Beautiful Rosefinch)‏ هو نوع من الطيور يتبع جنس الجزم من فصيلة الشرشوريات.